# 弗拉基米尔·科舍列夫
弗拉基米尔·阿列克谢耶维奇·科舍列夫（羅馬化：Vladimir Alekseyevich Koshelev；1974年10月1日—）是俄罗斯政治人物，第八届国家杜马代表。
1999年至2005年，科舍列夫担任Aviacor JSC副主任。2006年，他领导了公司建筑部门的私有化。同年，他当选为Aviacor 建筑公司董事会主席，该公司于2014年更名为“科舍列夫项目”。2011年，他被任命为乌里扬诺夫斯克州州长顾问。2016年至2021年，担任萨马拉地区杜马第六届代表。2021年9月起担任第八届国家杜马代表。

## 制裁
科舍列夫于2022年因俄乌战争而受到英国政府制裁。